# Drosophila bandeirantorum
Drosophila bandeirantorum är en tvåvingeart som beskrevs av Theodosius Grigorievich Dobzhansky och Crodowaldo Pavan 1943. Drosophila bandeirantorum ingår i släktet Drosophila och familjen daggflugor.
Artens utbredningsområde är Brasilien och Colombia.